# Psychiatrie de secteur
La psychiatrie de secteur correspond aux principes organisationnels de la psychiatrie publique française et la répartition des structures de soins de santé mentale. Ce système a nécessité  une réorganisation du dispositif de soins en psychiatrie. Elle fut considérée comme une révolution en regard de l'asile du XIXe siècle où le principe était hospitalocentrique voire concentrationnaire[réf. nécessaire]. La politique de psychiatrie de secteur a permis de développer la prise en charge « hors les murs ». Aujourd'hui plus de 80 % des patients pris en charge dans les secteurs de la psychiatrie publique le sont sur un mode ambulatoire.

## Historique
Pour des raisons conceptuelles et conjoncturelles (le retour des Camps[Lesquels ?], la psychanalyse, les nouveaux médicaments) une critique de  l'hôpital asile apparait. Le projet est de soigner le plus possible « hors les murs », au sein des villes et des bourgs, au plus près des populations. C'est un système en réseau qui veut  que l'hôpital psychiatrique cesse d'être un lieu d'exclusion pour devenir un lieu de soins. 
La réforme a été initiée par une simple circulaire ministérielle signée du ministre Bernard Chenot le 15 mars 1960. Cette circulaire reste étonnamment actuelle, écrite clairement, dans un esprit de grand pragmatisme[réf. nécessaire]. Elle n'a reçu une base législative que dans les années 1980 sous le ministère Edmond Hervé. Elle est née sous l'action d'un certain nombre de psychiatres désaliénistes, comme Lucien Bonnafé, Georges Daumézon, Philippe Paumelle, Sven Follin, Hubert Mignot, Louis Le Guillant, Bailly-Salin, François Tosquelles. Dans l'immédiat Après-Guerre, ces psychiatres militants rencontrèrent l'oreille attentive de la Haute Administration en la personne du Pr Eugène Aujaleu, Directeur général de la Santé, et de Marie-Rose Mamelet au bureau des maladies mentales. Le modèle de maillage territorial de la lutte contre la tuberculose fut repris et corrigé en évitant la rupture qui existait entre les sanatoriums et les dispensaires. Ainsi apparut la nécessité d'une même équipe médico-sociale, sous la responsabilité unique d'un psychiatre chef de secteur, prenant en charge les patients tant à l'hôpital qu'en ambulatoire.
Ce maillage a permis d'offrir à l'ensemble de la population, sur tout le territoire national un dispositif complet de soins psychiatriques élémentaires dans des structures d'hospitalisation à temps complet, à temps partiel ou de consultations, comportant un accompagnement social visant à la réinsertion. Cette organisation n'est toutefois pas sans inconvénients. Les limites administratives appliquées de façon trop rigide entre secteurs peuvent entraîner des ruptures de soins à la faveur de changements de domicile. Certains soins demandent aujourd'hui des équipes spécialisées qui ne peuvent être présentes partout, ce qui nécessite un travail en « intersectorialité », Cette mise en commun du travail clinique est à distinguer de la nouvelle organisation hospitalière en pôles médico-gestionnaires de la  loi de 2009 dite HPST (Loi portant réforme de l'hôpital et relative aux patients, à la santé et aux territoires) critiquée par de nombreux professionnels et notamment le mouvement de défense de l'hôpital public. La loi Santé de 2016 revient partiellement sur certains aspects en rétablissant les services et en réaffirmant le secteur de psychiatrie. Pour de nombreux professionnels cliniciens et économistes de la santé le concept de psychiatrie de  secteur est resté inachevé malgré la production de nombreux rapports officiels,,,,,,.

## Modalités et fonctionnement
Pour la création d'un secteur, il fallait - c'était l'arithmétique des années 1950 - entre les moyens humains, les lits jugés nécessaires (l'OMS disait 3 lits/1 000 habitants) et la population, viser des territoires, des secteurs, de 66 666 habitants soit 210 lits pour 70 000 habitants. 
Aujourd'hui, les besoins en lits ont considérablement diminué, mais la  dimension populationnelle reste importante pour une bonne connaissance sociologique des territoires et l'adaptation des moyens. D'autres critères  doivent néanmoins être pris en compte, notamment la géographie physique (superficies, plaine ou montagne), la géographie humaine (zones rurales, villes moyennes, grandes métropoles), l'offre de soins privée dans le territoire, dans l'objectif  d'un service optimum pour les patients. Chaque secteur a l'obligation d'accueillir tout patient domicilié sur  le territoire, les patients gardant la liberté de choix, sauf en cas de soins sous contrainte à la demande d'un tiers ou du représentant de l'Etat[réf. nécessaire]. 

### Structures ambulatoires d'un secteur psychiatrique
- Les centres médico-psychologiques (CMP) : ils ont  un rôle d'accueil et de coordination avec des actions de prévention, de diagnostic, de soins ambulatoires (consultations). Ils sont en lien avec les visites à domicile (VAD) réalisées par les équipes de secteur composées essentiellement d'infirmiers de secteur psychiatrique et désormais d'infirmiers D.E. mais aussi d'assistants sociaux, ou d'éducateurs spécialisés. Dans les CMP les patients peuvent bénéficier de consultations par des médecins, des psychologues, d'entretiens par des infirmiers, des éducateurs, des assistants sociaux. Certains soins sont réalisés sur place (injections, participation à des groupes thérapeutiques), ou à domicile (selon l'autonomie du patient, ses besoins, son isolement).
- Les centres d'accueil thérapeutiques à temps partiel (CATTP) : ces structures organisent des ateliers thérapeutiques, diverses actions de soutien. Les patients ne sont pas systématiquement pris en charge tous les jours de la semaine, mais peuvent venir une ou plusieurs journées suivant les nécessités.
- Les hôpitaux de jour (HDJ) : ces structures fonctionnent comme les CATTP mais théoriquement les patients sont censés être plus en difficulté que dans les CATTP, c'est une forme de prise en charge intermédiaire entre une hospitalisation à temps plein et un suivi plus espacé, comme dans le cadre des CATTP ou des CMP. Les patients peuvent être pris en charge à la journée ou à temps partiel mais ces services peuvent assurer divers soins (et ont un prix de journée). Ils peuvent également proposer des ateliers dits « thérapeutiques ».
- La psychiatrie de liaison prétend assurer le lien et le suivi d'une même personne entre les différentes structures et effectue des interventions dans les services de soins somatiques des Centres Hospitaliers.

### Autres types d'accueil
- Les appartements thérapeutiques ont comme objectif la réinsertion sociale des personnes dans le cadre d'un appartement sous surveillance  de soignants. Les patients y séjournent pour des durées limitées.
- Les ateliers thérapeutiques ont en pour objectif une reprise de vie autonome, la reprise d'une activité, voire un débouché professionnel.
- Les centres de post-cure assurent la continuité des soins après une phase aiguë de la maladie.
- Les appartements associatifs et les maisons communautaires peuvent parfois permettre une réinsertion sociale réussie. Les patients réalisent alors seuls leur vie quotidienne avec un suivi médical et infirmier régulier dans un CMP.
- L'accueil familial thérapeutique offre un accueil et un hébergement dans une famille rémunérée par l'hôpital, et un suivi par une équipe de santé mentale.
- L'hospitalisation à domicile.